# Francesco Alberoni
Francesco Alberoni (Borgonovo Val Tidone, Piacenza, Italia; 31 de diciembre de 1929-Milán, Italia; 14 de agosto de 2023) fue un sociólogo, periodista y catedrático de Sociología italiano. Fue miembro del Consejo de Administración y consejero decano, ejerciendo el cargo de presidente de la RAI, la televisión nacional italiana, en el período 2002-2005.
Colaboró con Corriere della Sera desde 1973 y desde 1982 redactaba cada lunes un editorial de cuatro columnas para el periódico titulado “Pubblico e Privato” (“Público y Privado”).

## Infancia y adolescencia

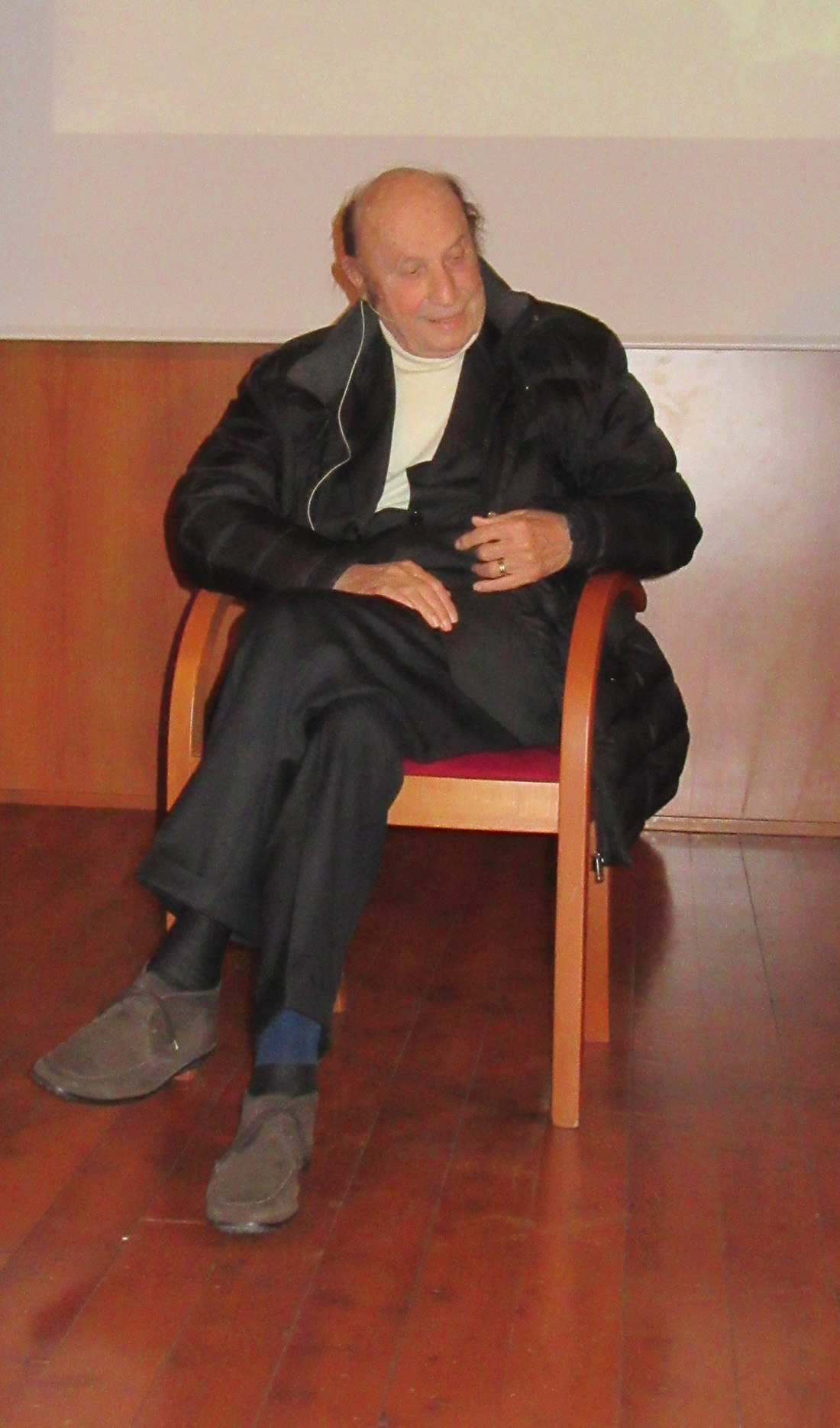
Francesco Alberoni hablando en un seminario en Codogno, 11 de diciembre de 2016.

Alberoni estudió en el Instituto Científico y luego se trasladó a Pavia para estudiar Medicina. Fue allí donde entabló amistad con fray Agostino Gemelli (fundador de la Universidad Católica) quien lo animó a dirigir sus estudios hacia el campo del comportamiento social.[cita requerida]
En 1958, Alberoni se casó con Vincenza Pugliese con la que tuvo tres hijos: Margherita, Francesca y Pablo Giovanni Agostino (en honor a fray Agostino Gemelli). Posterior a ello, convivió diez años con Laura Bonin, profesora de antropología cultural, con la que tuvo su cuarto hijo, Giulio (en honor de su antepasado Giulio Alberoni). Estaba casado con la periodista y escritora Rosa Giannetta.

## Carrera académica
Su carrera académica comprende los siguientes cargos:
- Profesor colaborador de Psicología en la Universidad Católica de Milán en 1960.
- Titular de Sociología en 1961 y luego catedrático de Sociología en la Universidad Católica de Milán en 1964.
- Miembro de la Comisión Binacional de la Fundación Olivetti-Ford Foundation Social Science Research Council.
- Rector de la Universidad de Trento (Italia) de 1968 a 1970.
- Catedrático en la Universidad de Lausana y en la Universidad de Catania, para luego regresar en 1978 a la Universidad Estatal de Milán.
- Fundador de la Universidad Libre de Lengua y Comunicación de Milán (IULM), de la que fue rector de 1998 a 2001.
- Miembro del Consejo de Administración de Cinecittà, holding del polo cinematográfico de Roma. (2002-2005)
- Presidente del Centro Experimental de Cinematografía desde 2002.

## Publicaciones
Alberoni realizó numerosos estudios en el campo de la Sociología de Movimientos y de individuos y en especial sobre la naturaleza del Amor y las relaciones entre los individuos y los grupos.
La piedra angular de la construcción del pensamiento social/filosófico/psicológico de Alberoni surge y se consolida en el libro Movimiento e Institución de 1977. Representa uno de los primeros tratados, a nivel mundial, sobre el análisis sociológico de los movimientos, su nacimiento, evolución y muerte. El libro es considerado por la comunidad científica una piedra miliar en el análisis de movimientos. El concepto desarrollado allí gira alrededor del concepto de Estado Naciente, la “condición naciente”, el momento en el cual el liderazgo, las ideas y la comunicación se funden dando origen al movimiento.
Este primer trabajo había sido precedido por Consumismo y sociedad que ha contribuido a la formación de los estudios del mercadeo en Italia.
En 1979, publicó su trabajo de mejor éxito a nivel mundial, Enamoramiento y amor, que desarrolla y amplia las ideas y los modelos teóricos de Movimiento e Institución. Sostiene que la experiencia de enamorarse es, en esencia, la condición naciente de un movimiento colectivo, compuesto exclusivamente por dos personas. Esta vez, de todas maneras, explora el argumento con gran detalle, usando lo más posible el lenguaje de las historias de amor más bien que el de la jerga abstracta del psicoanálisis o de la sociología.
Trabajos sucesivos fueron La amistad (1984) y Erotismo (1986) en el que aparece el erotismo masculino y femenino. Les sigue después El vuelo nupcial (Garzanti, Milano, 1992) donde ofrece una mirada cercana del enamoramiento del preadolescente y del adolescente por los artistas del cine y por lo tanto la tendencia general femenina de buscar objetos de amor superiores.
Sus libros de sociología comprenden Génesis (1989) que ilustra sus teorías sobre la experiencia fundamental del estado naciente y  las diferencias entre estado naciente y Nirvana, el concepto de democracia, completa el análisis de los movimientos y de las que define como “civilizaciones culturales”: los grandes complejos institucionales surgidos de movimientos como el cristianismo, el islam, el marxismo.
Colecciones de breves ensayos sobre el tema de los movimientos colectivos han sido incluidos en El origen de los sueños (Rizzoli, Milano,2000)
Sus editoriales para el Corriere della Sera son por lo general reunidos en libros de la Editorial Rizzoli.
Los libros de Alberoni tienen un gran éxito en Italia y han sido traducidos a más de veinte idiomas: inglés, francés, alemán, español, portugués, ruso, japonés, coreano, chino, hebreo, turco, etc.
Las publicaciones formadas por colecciones de artículos han sido señalados por  algunos críticos como carentes de análisis científico y reducidos a consejos para amas de casa sobre la vida actual y los problemas amorosos.
En cambio, las últimas dos publicaciones son consideradas importantes ya sea por su contenido ya por su estilo de escritura. Específicamente El misterio del enamoramiento, en especial la segunda parte, donde ofrece una crítica original de las más importantes teorías del enamoramiento, sobre todo de las escuelas francesas.
Sexo y amor es el primer análisis sistemático en este campo y constituye una revolución estilística del género ensayístico.